# Leon Britton
Leon James Britton (Merton, London, Anglia, 1982. szeptember 16. –) angol utánpótlás válogatott labdarúgó, edző.

## Pályafutása

### Ifiként
Britton 1991-ben, kilencévesen csatlakozott az Arsenal ifiakadémiájához. 1998-ban 400 ezer fontért leigazolta a West Ham United, amivel az addigi legdrágább 16 éves angol játékos lett. Nem tudott helyet szerezni magának a londoni csapatban, ezért 2002 decemberében kölcsönben a Swansea Cityhez igazolt. Segített megakadályozni a csapat kiesését és a szurkolók az év játékosának is megválasztották a negyedosztályban. A Swansea menedzserét, Brian Flynnt is meggyőzte a teljesítménye, ezért ingyen leigazolta, amikor a West Ham megvált tőle.

### Swansea City
A 2002-03-as után a 2005-06-os szezonban is megválasztották a szurkolók az év legjobbjának. 2008. február 9-én lejátszotta 200. mérkőzését a Swansea Cityben. 2010 januárjában a Wigan Athletic 750 ezer fontos ajánlatot tett érte, de csapata elutasította azt. Nem hosszabbította meg szerződését a fehér mezesekkel, így az idény végén ingyen igazolhatóvá vált.

### Sheffield United
Bár a Premier League-ből is akadtak kérői, végül 2010 júniusában a másodosztályú Sheffield Unitedhez igazolt. Britton nehezen tudott beilleszkedni új csapatában, amihez az is hozzájárult, hogy öt hónap alatt négy különböző menedzser irányítása alatt játszott. Hibának nevezte, hogy elhagyta a Swansea-t, és kérte korábbi csapatát, hogy igazolják le újra. A két csapat 2011 januárjában megegyezett egymással a középpályás átigazolását illetően.

### Visszatérés a Swansea Cityhez
Britton 2011 januárjában ismeretlen összeg ellenében visszatért a Swansea Cityhez. Később kiderült, hogy a fehér mezesek nem fizettek a játékosért, de beleegyeztek, hogy 400 ezer fontot fizetnek a Sheffieldnek, ha feljutnak a Premier League-be. Visszatérése után Britton január 20-án, a Barnsley ellen lépett pályára először. Első gólját a szezon utolsó napján korábbi csapata, a Sheffield United ellen szerezte. A 2010-11-es idény végén a Swansea feljutott az első osztályba, miután a rájátszás döntőjében legyőzte a Readinget. Britton 77 percet játszott a találkozón.
Első Premier League-mérkőzését 2011. augusztus 15-én játszotta, a Manchester City ellen. 2012 márciusában egy interjúban elmondta, hogy szeretne pályafutása végéig a Swansea-ben maradni. Március 30-án 2015 nyaráig meghosszabbította szerződését a csapattal. 2013. február 5-én újabb egy évre aláírt a klubhoz. A hónap során később megnyerte pályafutása első komoly trófeáját, amikor csapatával elhódította a Ligakupát, 5-0-ra legyőzte a Bradford Cityt a döntőben.

## Magánélete
Britton az 1990-es években szerepelt egy közlekedésbiztonsági reklámfilmben, ahol a fiatal Ryan Giggset játszotta. Később a Walkers egyik reklámjában is szerepelt, a legendás Gary Linekerrel együtt.